# John William Scott Macfie
John William Scott Macfie, född den 16 september 1879 i Eastham, Merseyside, död den 11 oktober 1948 i St Leonards-on-Sea, Sussex, var en brittisk entomolog, parasitolog och protozoolog.
Auktorsnamnet Macfie kan användas för John William Scott Macfie i samband med ett vetenskapligt namn inom zoologin; se Wikipedia-artiklar som länkar till auktorsnamnet.